# منتخب نيوزيلندا للكرة اللينة للرجال
منتخب نيوزيلندا للكرة اللينة للرجال هو ممثل نيوزيلندا الرسمي في المنافسات الدولية في الكرة اللينة. كما فازوا ببطولة الكومنولث الافتتاحية (دورة روبن بين نيوزيلندا وأستراليا وساموا وجنوب إفريقيا وبوتسوانا) في عام 2006.